# London low emission zone

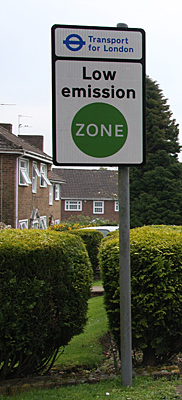
Segnale indicante la London Low Emission Zone, talvolta abbreviata in LEZ.

La London Low Emission Zone (LEZ) è uno schema messo a punto per creare delle zone, nel perimetro della Greater London, in cui è limitato il traffico di mezzi ad elevato inquinamento ambientale come quelli dotati di motori diesel di vecchia generazione. I veicoli sono stati classificati in funzione della emissione degli scarichi di elementi incombusti relativamente a determinati livelli ritenuti accettabili. La zona a bassa emissione è entrata in funzione il 4 febbraio 2008 ed è allo studio una nuova fase tendente a restringere progressivamente i criteri di tollerabilità, fino alla completa attuazione che andrà a regime nel 2012. Lo schema è gestito dal Transport for London agenzia esecutiva della Greater London Authority.

## Retroscena
L'inquinamento atmosferico a Londra è il peggiore di qualsiasi città del Regno Unito, e fra i peggiori in Europa, visto che i valori sono andati aumentando di anno in anno. Una indagine del Green Party (Partito dei Verdi) ha appurato che nel 2007, nove zone della città di Londra hanno superato i limiti dell'inquinamento atmosferico previsti dalla Unione europea mentre nel 2000 questa situazione aveva riguardato soltanto una zona della città. Sin dal 1993 la London Air Quality Network del King's College London ha coordinato il monitoraggio delle emissioni atmosferiche in 30 borough di Londra ed a Heathrow, notando che, nel periodo 2005-2006, in quasi tutte le postazioni monitorate si era verificata una eccedenza sulla media annuale di diossido di azoto di 40 µgm-3 (21 ppb), con undici siti eccedenti i limiti orari di 200 µgm-3 (105 ppb) almeno in 18 occasioni per sito. (La strada A23, a Brixton ha presentato questa situazione per più dei due quinti del periodo.) Ciò comparato ai dati del 2002 quando un solo sito eccedeva questi limiti. Venne anche notato che i livelli di ossido di carbonio si ridussero rapidamente nei tardi anni novanta, per rimanere pressoché stabili fino al 2002.
Il 72% della popolazione è sensibile al problema dell'inquinamento atmosferico. Il Transport for London (TfL) ha dichiarato che vi sono circa 1.000 casi all'anno di morti premature e altrettanti di ospedalizzazioni, legate al fenomeno dell'inquinamento atmosferico nell'area della Greater London.
Verso la fine del 2006, il sindaco di Londra propose di cambiare la tariffa del congestion charge, portandola ad valore diverso in funzione del grado di inquinamento di ciascun veicolo. Il bando dei veicoli venne calcolato in base a risultati di test di laboratorio atti a calcolare la percentuale di emissione teorica, in grammi di CO2 per chilometro, per veicoli in buone condizioni di esercizio. I risultati, descritti come "punto limite" dal capo redattore della rivista specializzata What Car?, vennero presi come punto di riferimento.  Il valore più basso, Banda A, venne stilato per i veicoli con una emissione di CO2 fino a 100 g/km, mentre la più elevata, Banda G, venne stabilita per i veicoli con emissione di CO2 maggiore di 225 g/km. A seguito dell'introduzione di questo schema, i veicoli ricadentio nella Banda A ebbero una riduzione della tassa se non addirittura l'esenzione dalla stessa, mentre quelli in Banda G vennero tassati per una somma di 25 sterline al giorno.  Determinate categorie di veicoli, come ad esempio quelli a trazione elettrica, vennero esentati dal pagamento della tassa. Queste proposte vennero sottoposte a pubblica consultazione nell'agosto del 2007.
Nei primi mesi del 2006, a seguito della consultazione popolare si pervenne ad un altro schema per i veicoli che entravano a Londra. Con questo nuovo schema, la tassa veniva applicata ai veicoli responsabili del maggior inquinamento atmosferico come camion per il trasporto merci, bus e pullman con motori diesel. Le automobili erano esplicitamente escluse. L'obiettivo del nuovo schema era quello di favorire il raggiungimento dei limiti di inquinamento previsti dalle norme dell'Unione europea nel campo dell'inquinamento ambientale, quale parte del programma di rendere Londra la città più verde del mondo. Nonostante parecchie opposizioni, il 9 maggio 2007 il sindaco confermò di voler procedere con il progetto London Low Emission Zone, focalizzato interamente sulle emissioni dei veicoli, che prevedeva la riduzione delle emissioni nocive del 16% entro il 2012.
Il TfL, che era responsabile dell'introduzione del provvedimento, sotto la supervisione del sindaco di Londra, mise in atto una campagna di informazione sia sui media che con l'affissione di manifesti, in tutti i luoghi frequentati da automobilisti
Attualmente Londra ha uno dei peggiori livelli di inquinamento atmosferico in Europa e quello determinato dai trasporti è responsabile del 50% dei livelli di PM10 e NOx. L'obiettivo della Low Emission Zone è quello di eliminare, per quanto possibile, la circolazione dei maggiori inquinanti come veicoli dotati di motori diesel di vecchia generazione come autocarri, bus, pullman, furgoni ed altri mezzi di trasporto.

## Schema

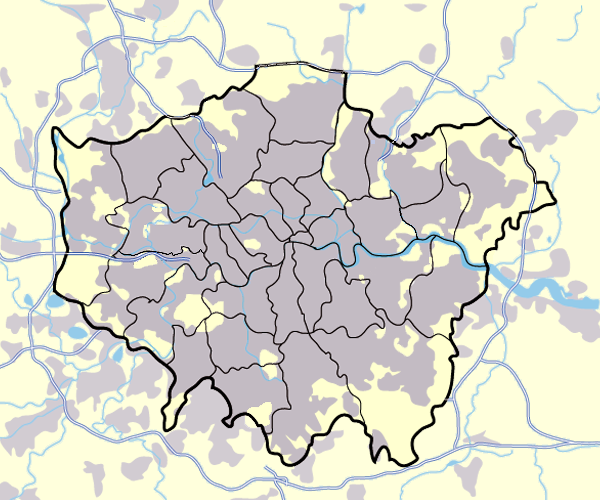
Pianta della Greater London. La London low emission, copre la maggior parte di quest'area.

Il provvedimento entrò in vigore il 4 febbraio 2008 sulla maggior parte del territorio della Greater London, ad eccezione di alcune zone in cui delle deviazioni consentivano di evitare un traffico pesante al loro interno. L'autostrada M25 non era inclusa nel provvedimento in quanto quasi completamente ad di fuori dell'area della Greater London. Vennero sistemate segnalazioni nelle zone in cui il provvedimento era in vigore per 24 ore al giorno per tutti i giorni della settimana - la più grande area al mondo. In essa vi sarà una fase di introduzione di altri provvedimenti che andrà a regime entro il gennaio 2012. Provvedimenti futuri potranno disciplinare il traffico di ulteriori tipologie di veicoli.
| Veicolo                                    | Febbraio 2008 | Luglio 2008 | Gennaio 2012 |
| ------------------------------------------ | ------------- | ----------- | ------------ |
| Autocarri (oltre 12 tonnellate)            | Euro 3        | Euro 3      | Euro 4       |
| Autocarri (fra 3.5-12 ton.), bus e pullman | n/a           | Euro 3      | Euro 4       |
| Furgoni (1,205 ton.)                       | n/a           | Euro 3      | Euro 3       |
| Camper e ambulanze (2.5-3.5 ton.)          | n/a           | Euro 3      | Euro 3       |

Lo schema applicato ai veicoli dotati di motori diesel superiori a 1,205 tonnellate non viene applicato alle autovetture ed ai motocicli. I veicoli che non rispondono a queste condizioni e vengono trovati in circolazione, debbono pagare una multa di 200 sterline che in caso di mancato pagamento può arrivare a 1.500. Un limitato numero di veicoli può ottenere uno sconto sulla tariffa. Il pagamento della LEZ è addizionale a qualunque altro genere di tassa sulla congestione del traffico. Il TfL stabilì che per i primi 28 giorni dall'entrata in vigore del provvedimento, i vicoli non in regola entrati nella zona potevano richiedere l'eliminazione della multa. Alcuni veicoli non modificarono l'emissione per l'eccessivo costo dell'operazione di messa in regola del veicolo stesso.
I veicoli immatricolati dopo l'ottobre 2001 erano generalmente in regola con il primo stadio delle disposizioni in quanto dotati di motori Euro 3, condizione soddisfatta anche da alcuni veicoli immatricolati prima di quella data. Altri veicoli, dopo un adeguamento alle norme, potevano essere registrati presso il TfL per ottenere un certificato di Low Emission soggetto a verifica periodica. Stessa procedura era prevista per i veicoli non immatricolati in Gran Bretagna.
Così come per la congestion charge, la zona viene controllata a mezzo di una rete di telecamere che registrano i numeri di targa dei veicoli circolanti. I veicoli vengono controllati mediante confronto con i dati del Driver and Vehicle Licensing Agency (ente similare all'italiano PRA.), per consentire al TfL di multare i veicoli che non hanno pagato. Per i veicoli immatricolati al di fuori della Gran Bretagna, viene utilizzata una azienda di recupero crediti internazionale per addebitare tasse non pagate e multe. Lo schema verrà gestito, su base giornaliera, dalla IBM dal novembre 2009.

## Reazioni
Lo schema venne contestato dall'associazione dei trasportatori che propose l'esenzione per gli autocarri con meno di otto anni e maggiori periodi per gli altri tipi di veicoli. Essi fecero anche notare che i limiti erano anche più severi delle norme Euro 5 ancora non entrate in vigore. L'associazione dei trasportatori si oppose portando a giustificazione che i costi del provvedimento sarebbero stati superiori ai benefici ottenuti, non giustificando così l'introduzione del provvedimento.
Scuole ed operatori di ambulanze, fecero notare che il provvedimento avrebbe gravato eccessivamente sulla gestione dei loro mezzi penalizzata da una elevata carenza di fondi.
La proposta venne invece accolta con favore dalle fondazioni per la preservazione della salute dei cittadini.

## Cambiamenti per la fase 3 - proposta di sospensione degli aggravi per il 2010
Il 2 febbraio 2009 il sindaco di Londra, Boris Johnson, annunciò la sua intenzione di cancellare la terza fase del LEZ per i furgoni, sottoponendola a referendum popolare in seguito. L'associazione dei trasportatori ha accolto con interesse questa notizia con la seguente fonte di agenzia del 3 febbraio.